# Fulgencio Santander
Fulgencio Santander Acosta (Paraguay, 1939–1999) fue un futbolista paraguayo. Jugó de delantero en clubes de diferentes países, destacando en el Aucas ecuatoriano.
Trayectoria
Santander salió de su país, donde jugaba en el Nacional de Asunción, para probar suerte en el Pereira de Colombia. Llegó al Pereira en 1961, junto con otros dos guaraníes Hernando Acosta (que venía de jugar en Brasil) y Andrés Recalde (procedente del San Lorenzo de Asunción).
Para 1962 marchó hacia Ecuador donde fichó por el Aucas. El equipo de Quito confeccionó un buen plantel que finalmente logró el título de campeón interandino, formando con los guardametas Reinoso y Lozano; Rafael "Coco" Cevallos, Manuel Álvarez, Luis Guerrero, Luis Benavides y Edgar Carrera, y los paraguayos Roberto Mamerto Romero, Fulgencio Santander, Rubén Garcete, Glubis Ochipinti y Américo Maidana.
Cruzó el Atlántico en 1963 para fichar por el Hércules Club de Fútbol, equipo español de la ciudad de Alicante. Al Hércules llegó de la mano del representante armenio Arturo Boghossian. En el club alicantino estuvo dos temporadas en Segunda división, hasta que en 1965 fichó por el equipo alemán VfR Pforzheim, recién ascendido a la Regionalliga Süd. En su primera campaña en Pforzheim vivió el descenso y siguió en el equipo una temporada más. En 1967 fichó por el Real Murcia. Terminó su carrera futbolística en el C.D. Numáncia de Soria a causa de una grave lesión de rodilla.
Una vez retirado como futbolista, se instaló en Alicante, donde trabajó durante años como conserje en el Pabellón Municipal del barrio de San Blas. En 1996 la Audiencia Provincial de Alicante le acusó de un delito de corrupción de menores y tres de agresión sexual, lo que provocó su vuelta a Paraguay. Murió en 1999 por un derrame cerebral . Nunca se juzgo por lo que hizo

## Clubes
| Club                       | País     | Año       |
| -------------------------- | -------- | --------- |
| Club Nacional              | Paraguay | 1960      |
| Deportivo Pereira          | Colombia | 1961      |
| Sociedad Deportiva Aucas   | Ecuador  | 1961-1962 |
| Hércules Club de Fútbol    | España   | 1963-1965 |
| VfR Pforzheim              | Alemania | 1965-1967 |
| Real Murcia Club de Fútbol | España   | 1967-1968 |
| CD Numancia                | España   | 1969-1970 |